# Mirosław Hydel
Mirosław Hydel (ur. 24 lipca 1963 w Jaśle, zm. 17 lutego 2019 w Krośnie) – polski lekkoatleta skoczek w dal, dwukrotny mistrz Polski.

## Życiorys
Urodził się w Jaśle. Ukończył miejscowe technikum chemiczne, w którym zdał egzamin maturalny (1983). Następnie w latach 1983-1985 odbył zasadniczą służbę wojskową. 

### Osiągnięcia
Startował na halowych mistrzostwach Europy w 1986 w Madrycie, gdzie zajął 8. miejsce z wynikiem 7,82 m. Był siódmy na halowych mistrzostwach Europy w 1988 w Budapeszcie z rezultatem 7,70 m. Był mistrzem Polski w skoku w dal w 1988 i 1989 oraz wicemistrzem w 1987. Ponadto był halowym młodzieżowym mistrzem Polski (1984) i wicemistrzem (1985). Zdobył również srebrne medale na halowych mistrzostwach Polski w 1986 i 1988 oraz brązowy medal w 1987. Startował w klubach Legia Warszawa i Stal Mielec.

### Rekordy życiowe
Jego rekord życiowy w skoku w dal wynosi 8,08 m i został ustanowiony 17 maja 1986 w Grenadzie. Jest to 15. wynik w historii polskiej lekkoatletyki.

### Późniejsze lata
Po zakończeniu kariery sportowej podjął pracę w mieleckiej firmie Technoplast, a następnie od 1998 w Kamaxie. Zmarł 17 lutego 2019 w Krośnie po długiej i ciężkiej chorobie. Jego pogrzeb odbył się 20 lutego w Kolegiacie Wniebowzięcia Najświętszej Maryi Panny w Jaśle. Został pochowany na Starym Cmentarzu w Jaśle przy ul. Zielonej 8.